# Maciej Szadkowski
Maciej Szadkowski (ur. 10 kwietnia 1933 w Kaliszu, zm. 7 czerwca 2007) – polski działacz partyjny i państwowy, wojewoda jeleniogórski (1975–1981).

## Życiorys
Był absolwentem Liceum Pedagogicznego w Szklarskiej Porębie, w 1962 ukończył zaoczne studia historyczne na Uniwersytecie Wrocławskim. Początkowo pracował jako nauczyciel, następnie był etatowym pracownikiem Polskiej Zjednoczonej Partii Robotniczej. Od 1961 działał jako instruktor Wydziału Propagandy w Komitetu Miasta i Powiatu w Jeleniej Górze, członek organizacji partyjnej w powiecie kłodzkim i ponownie w Jeleniej Górze (od 1965 jako sekretarz Komitetu Powiatowego w Jeleniej Górze). W latach 1973–1975 sprawował funkcję naczelnika miasta i powiatu w Jeleniej Górze. W 1975 objął urząd pierwszego w historii wojewody jeleniogórskiego, który sprawował do marca 1981. Po odejściu z administracji rządowej zatrudniony w jednym z ośrodków doskonalenia nauczycieli.
Po 1990 pozostał bezpartyjny. Zmarł w 2007, został pochowany na starym cmentarzu komunalnym w Jeleniej Górze.